# 大鳍䲗
大鳍䲗（学名：Callionymus altipinnis），是䲗科䲗屬一种，分布于太平洋西北部海域。本种由德国学者罗纳德·弗里克于1981年描述发表，模式标本采集自香港鱼市。种加词源自本种异常高的第二背鳍、臀鳍和第一背鳍。

## 鉴别特征
体长（SL）104.1—144.5毫米。体延长，侧扁。头短，体长约为头长的4.2倍。前鳃盖骨棘相对较短；倒刺小，1个（罕见2个）在背侧具较大的弯曲点；非常高的第2背鳍和臀鳍具有突起的鳍缘；第1背鳍第1鳍棘呈丝状；第1背鳍第3鳍棘棘膜远端具黑色斑块；臀鳍鳍缘（包括鳍条端部）为黑色，但是每个被深棕色包围的鳍棘棘膜无黑缘；尾鳍有1或2条鳍棘呈中等大小的丝状。